# Coppa Mitropa 1974-1975
La Coppa Mitropa 1974-1975 fu la trentacinquesima edizione del torneo e venne vinta dagli austriaci del Wacker Innsbruck, alla prima vittoria nella competizione.
Ognuna delle cinque nazioni aveva un posto disponibile, cui si aggiungeva la detentrice.

## Partecipanti
| Nazione                   | Squadra                   | Campionato                                                   | Note                             |
| ------------------------- | ------------------------- | ------------------------------------------------------------ | -------------------------------- |
| Cecoslovacchia (bandiera) | Sklo Union Teplice        | 6º campionato di Cecoslovacchia 1973-74                      |                                  |
| Italia (bandiera)         | AC Fiorentina             | 6º campionato d'Italia 1973-74                               |                                  |
| Jugoslavia (bandiera)     | NK Rijeka                 | 1º campionato di Jugoslavia Druga Liga 1973-74               |                                  |
| Ungheria (bandiera)       | Tatabányai Bányász Honvéd | Qualificata come detentrice 6º campionato d'Ungheria 1973-74 | 5º campionato d'Ungheria 1973-74 |
| Austria (bandiera)        | Wacker Innsbruck          | Vicecampione d'Austria 1973-74                               |                                  |

## Torneo

### Fase a gironi

#### Gruppo A
Risultati
| Squadra 1          | Totale | Squadra 2          | Andata | Ritorno |
| ------------------ | ------ | ------------------ | ------ | ------- |
| Tatabányai Bányász | -      | NK Rijeka          | 3 - 1  | 3 - 1   |
| NK Rijeka          | -      | Wacker Innsbruck   | 1 - 3  | 0 - 0   |
| Wacker Innsbruck   | -      | Tatabányai Bányász | 4 - 1  | 1 - 0   |

Classifica
| Squadra            | P.ti | G | V | P | S | GF | GS | DR |
| ------------------ | ---- | - | - | - | - | -- | -- | -- |
| Wacker Innsbruck   | 7    | 4 | 3 | 1 | 0 | 8  | 2  | +6 |
| Tatabányai Bányász | 4    | 4 | 2 | 0 | 2 | 7  | 7  | 0  |
| NK Rijeka          | 1    | 4 | 0 | 1 | 3 | 3  | 9  | -6 |

#### Gruppo B
Risultati
| Squadra 1          | Totale | Squadra 2          | Andata | Ritorno |
| ------------------ | ------ | ------------------ | ------ | ------- |
| Honvéd             | -      | AC Fiorentina      | 2 - 0  | 0 - 0   |
| AC Fiorentina      | -      | Sklo Union Teplice | 2 - 1  | 0 - 2   |
| Sklo Union Teplice | -      | Honvéd             | 2 - 0  | 2 - 4   |

Classifica
| Squadra            | P.ti | G | V | P | S | GF | GS | DR |
| ------------------ | ---- | - | - | - | - | -- | -- | -- |
| Honvéd             | 5    | 4 | 2 | 1 | 1 | 6  | 4  | +2 |
| Sklo Union Teplice | 4    | 4 | 2 | 0 | 2 | 7  | 6  | +1 |
| AC Fiorentina      | 3    | 4 | 1 | 1 | 2 | 2  | 5  | -3 |

### Finale
Gare giocate il 28 maggio e 11 giugno
| Squadra 1        | Totale | Squadra 2 | Andata | Ritorno |
| ---------------- | ------ | --------- | ------ | ------- |
| Wacker Innsbruck | 5 - 2  | Honvéd    | 3 - 1  | 2 - 1   |

## Classifica marcatori
|  | Gol | Marcatore         | Squadra            |
|  | --- | ----------------- | ------------------ |
|  | 3   | Jaroslav Melichar | Sklo Union Teplice |
|  | 2   | Sándor Pintér     | Honvéd             |
|  | 2   | Manfred Gombash   | Wacker Innsbruck   |
|  | 2   | Claudio Desolati  | AC Fiorentina      |
|  | 2   | Károly Csapó      | Tatabányai Bányász |
|  | 2   | József Pál        | Honvéd             |
|  | 2   | Ove Flindt-Bjerg  | Wacker Innsbruck   |
|  | 2   | István Weimper    | Honvéd             |
|  | 2   | Kurt Welzl        | Wacker Innsbruck   |
|  |     |                   |                    |